# 逆浸透膜

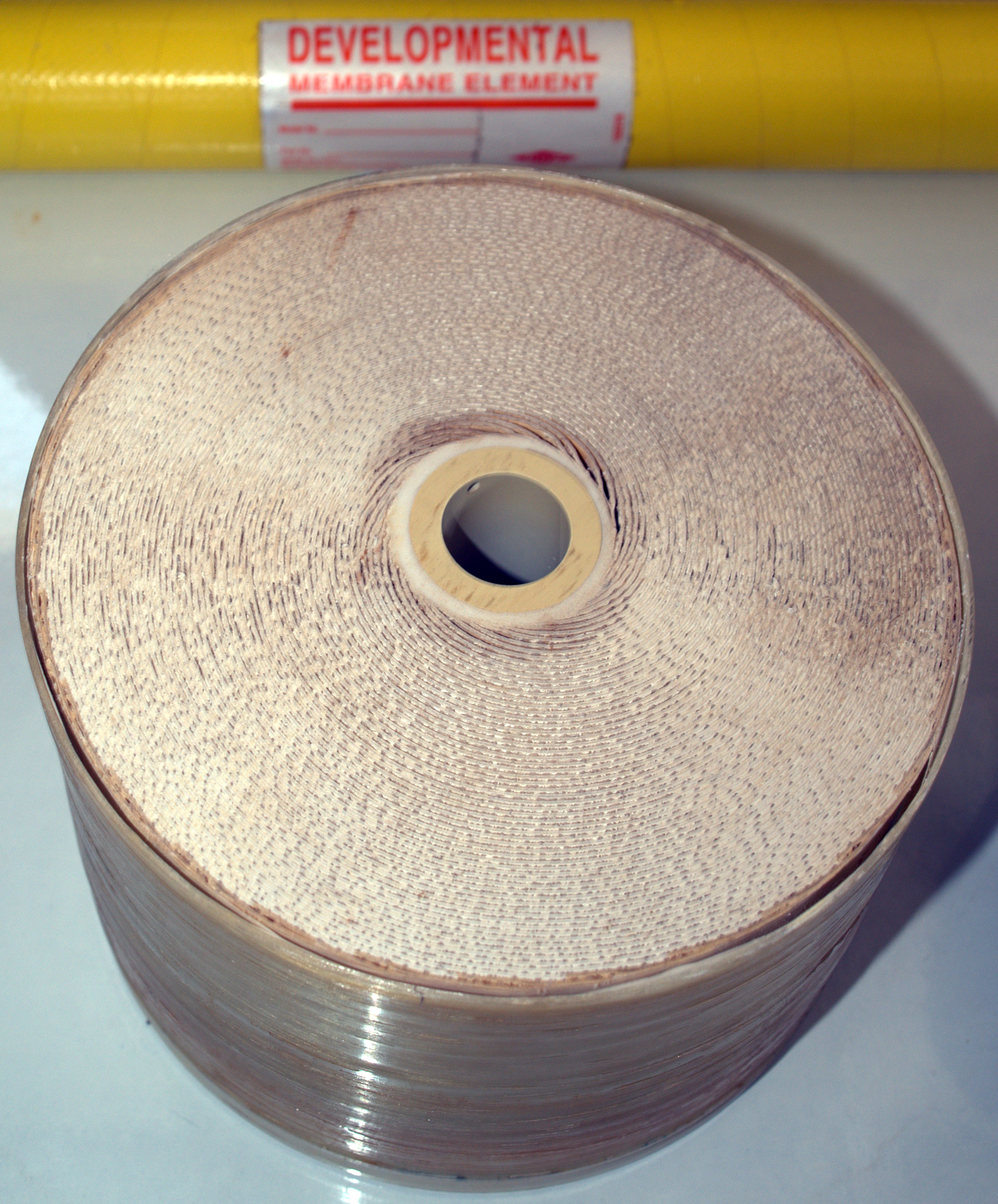
海水淡水化装置で使われる逆浸透膜。中空状の集水管から淡水を得る

逆浸透膜（ぎゃくしんとうまく、英: reverse osmosis membrane）とは、ろ過膜の一種であり、水を通しイオンや塩類など水以外の不純物は透過しない性質を持つ膜のこと。孔の大きさは概ね2ナノメートル以下（ナノメートルは1ミリメートルの百万分の一）で限外ろ過膜よりも小さい。英語名の頭文字をとってRO膜とも呼ばれる。
また逆浸透膜のうち、孔の大きさが大体1～2ナノメートルでイオンや塩類などの阻止率が概ね70パーセント以下と低いものを、英語でnanofiltration membraneと言うことからナノフィルター、または頭文字をとってNF膜と呼んで区別することがあるが、その形態や原理、使用法は逆浸透膜と同様であり、本来の意味でのフィルターとは異なるものである。以下の本項の説明は全てこのNF膜にも当てはまる。
広い意味で半透膜も逆浸透膜に含まれる。尚「逆浸透フィルター」と呼ばれることがあるが、科学用語としては誤りである。

## 原理
逆浸透膜の孔の大きさは水の分子（1個が差し渡し約0.38ナノメートル）より数倍以上大きい。逆浸透膜で、酸素原子と同程度の大きさのナトリウムイオン（海水中の主要なイオンであり1個が0.12～0.14ナノメートル）などが通過しにくくなるのは、水和によりイオンの周囲に水分子が配位することで見かけの大きさが数倍から十数倍になったようにふるまうためである。また膜表面に付着する水分子の存在も孔を見掛け上小さくするように作用する（電気二重層も参照のこと）。水和する水分子の数は概してイオンの電荷が多いほど多数であり、元素の周期が大きいほど多数である。更にクロマトグラフィーのように膜の内部で水の分子と不純物との拡散速度の差により分離が行われている点も無視できず、実際の分離はこれらの働きが複雑に絡み合って行われていると考えられる。
逆浸透膜（または半透膜）で塩類濃度の高い水と低い水を仕切ると、その浸透圧の差によって濃度の低い側から高い側へ水がひとりでに抜けてゆくが、逆に濃度の高い側に外から浸透圧の差を超える圧力をかければ、水分子だけが濃度の高い側から低い側に抜ける。この現象を逆浸透といい、「逆浸透膜」の名はここから来ている。上述のように逆浸透膜の分離が単純な物理的阻止だけでは説明できないために原理について複雑な解説がなされることが多いが、要は「水と不純物とを分離するために浸透圧以上の圧力をかける必要があるので逆浸透膜と呼ぶ」というように理解すればよい。
ウイルスで現在最も小さいとされるピコルナウイルスやパルボウイルスでも大きさは約20ナノメートルであり、逆浸透膜の孔より確実に一桁は大きいため、逆浸透膜は破損がない限り水から全ての病原菌やウイルスを除去できるものと考えてよい。

## 使い方
逆浸透膜では、膜を通過しなかった塩類を連続的に排出しないと、加圧側の塩類濃度が限りなく上昇し、浸透圧が高まって膜を水が通過できなくなるため、通常のフィルターのように加えた水の全量を透過させて取り出すことはできない。また、この排出する水にある程度の流速を持たせて膜の表面に沿って流し続けること（クロスフローと呼ぶ）で、不純物の膜への付着を減らすこともできる。このため、逆浸透膜からは必ず常に、塩類や不純物が濃縮された水（濃縮水、またはブライン (brine) と呼ぶ）が連続的に排出される。
逆浸透膜は原液の塩類濃度が高いほど、膜を透過した水に残る塩類濃度を低くしようとするほど、そして濃縮水を減らそうとするほど、膜の厚さを増したり複数の膜を連続して通すなどして高い圧力をかけてろ過する必要がある。例えば、平均的な塩分3.5パーセントの海水から日本の飲料水基準に適合する塩分0.01パーセントの淡水を、水の回収率40パーセント（残りの60パーセントは濃縮水として捨てるという意味）にて得る場合、2005年現在の最低水準で55気圧程度が必要である。また家庭用浄水器の場合でも、水の回収率や水温、水質によって大きく異なるが最低でも5気圧程度は必要で、水道の水圧だけでは不足であるため、ポンプで加圧してやる必要がある。
逆浸透膜の透過水量は水温が下がるほど減り、同じ水量を得るのに必要な圧力が高まる。このため、逆浸透膜装置は夏より冬の方が採水量が少なくなる。通常、逆浸透膜の透過水量は一定の水質の水と一定の圧力に対して水温が25℃の場合の数値で表されるため、水温が下がるときは水を加温するか、水温が下がる分だけポンプなどで加えることのできる圧力を高めておく必要がある。逆に、水温が上がると透過水量は増えるが、塩類の阻止率が低下するため、あまり水温を上げ過ぎるのも良くない。
一方、果汁や乳製品、化学薬品などの濃縮に使う場合は、目的物が濃くなるほど浸透圧が上がって膜を透過する水が少なくなってゆくため、処理は1回に処理する量をタンクなどに貯めておいて目的の濃度になるまで膜との間を循環させながら水を透過させてゆく方が膜の利用効率がよい。これを回分処理、またはバッチ処理と呼ぶ。

## 歴史

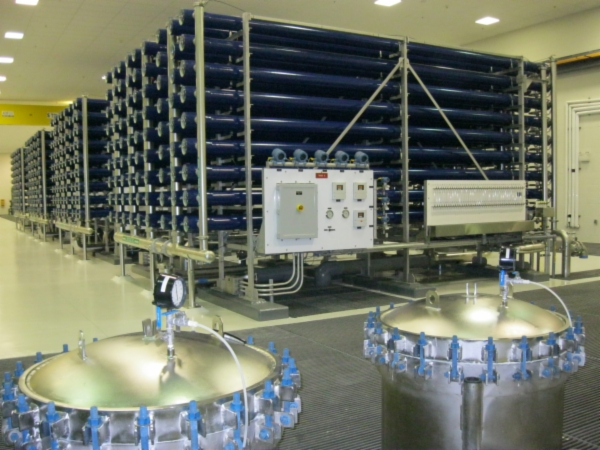
逆浸透膜。North Cape Coral Reverse Osmosis Plant（フロリダ）

逆浸透という現象は、1748年に、豚の膀胱の半透膜を通して水がアルコールの入った並行室に自発的に拡散する様子を観察することにより、フランスの科学者により発見された。とても興味深いこのコンセプト「浸透と対する逆浸透」は、その後約200年間は研究室のトピックにしか過ぎなかった。というのも、自然の半透膜は傷つき易く、信頼度の低いものでしかなかったためである。
1950年からアメリカの内務省が、将来の水不足の解消のため海水淡水化の研究開発に多額の国家予算を計上（最初の5年間で250万ドル、当時の為替レートで約9億円と言われる）し、これを受けて1953年、コロラド大学のレイドとブレトンが、酢酸セルロース膜による逆浸透膜法の可能性を示した。その後1960年に、カリフォルニア大学のシドニー・ロブとソーリラジャンによって初めて、酢酸セルロース膜による海水淡水化が実用化された。
家庭用は、1968年に近代的なPOU (point of use) RO (reverse osmosis) システムの父と言われるドナルド・ブレイによりアンダーシンクの概念が確立され、数多くの特許技術により、現代の家庭用ROが普及している。彼は、Desal社（現：GE社に吸収）、Mission Membrane社、Nimbus Water System社、Nimbus Water International社に関与し、そして現代では多くの後継者が、世界的に家庭用逆浸透膜純水器の普及で貢献している。
業務用は、日本では1970年代に、東レ、東洋紡、日東電工などのメーカーがアメリカから技術導入を行って開発に取り組んだが、海水淡水化の分野では欧米に対して出遅れたため、1980年から財団法人造水促進センターが中心となって、それまで無かった逆浸透膜の一段処理を実用化し、世界の主導権を握るに至った。一方でこの頃から、逆浸透膜の用途がより付加価値の高い浄水処理（水道水の製造）、工業用の純水や超純水の製造、下水の再利用、果汁や乳製品・化学薬品の濃縮などに広がると共に、海水淡水化用の膜は価格競争時代に入っていった。
2006年現在、逆浸透膜の国別シェアでは日本が世界のトップを占めているとみられ、特に日東電工とダウ・ケミカルで市場シェアの過半を占めるに至っている。性能面で改良が進んだ上に、例えば海水淡水化用の逆浸透膜の面積あたり価格は1980年代の10分の1以下に下がっている。

## 用途
2007年現在、世界の逆浸透膜の製造面積ベースでは海水淡水化への利用が圧倒的に多いとみられる。が、生産国が日米欧以外にも韓国、中国、インド、ブラジルなどに拡大してきており、これらの国の生産統計が明らかでないために実態は不明である。
一方、浄水処理（水道水の製造）には日本国内での約200件をはじめとして全世界で幅広く使われており、また純水や超純水の製造、下水の再利用、果汁や乳製品・化学薬品の濃縮などにとっても逆浸透膜は欠かせないものになっている。
更に、水道水の水質が必ずしも良好でないアメリカで、1960年代から家庭用浄水器にも使われ始め、これが1997年頃から日本にも輸入されるようになってきた。

## 注意
塩素を除去する全ての浄水器について同様の事だが逆浸透膜は、透過後の水に細菌やカビなどの繁殖が起こらないことを必ずしも保証できない。これは水道水の次亜塩素酸など、元の水に含まれる殺菌成分が全て除去されてしまうためである。よって逆浸透膜の後段には、細菌を除去するためのフィルターや紫外線殺菌灯などを置いたり、次亜塩素酸やオゾン、銀イオン、銅イオンといった殺菌成分を再添加する等の方法もある。逆浸透膜浄水器は多くの通水経路が密閉式となるため、常にフィルターが外気に触れている一般的な浄水器よりバクテリア侵入の可能性は低くなるが、バクテリアの中には時間をかけて自身を変形させてパッキンを回り込んでくるものもあり、バクテリアを100%排除した状況を作るのは不可能である。また人間はバクテリアと共生しており、有害無害は別としてバクテリアは至る所に存在している。浄水後に次亜塩素酸などの再添加は塩素臭除去も目的とする家庭用浄水器の使用法としては本末転倒であり、浄水器についてはその使用頻度を高めることによりバクテリアなどの濃度を希釈し、低いレベルに保つことが現実的な処方箋となる。
また、最近の逆浸透膜の材質は多くが芳香族ポリアミド（後述）であり、水道水中の夾雑物による膜表面の目詰まり、次亜塩素酸などの塩素化合物により逆浸透膜を構成するポリアミド樹脂の溶解などにより逆浸透膜の寿命を著しく縮めてしまう。このため、逆浸透膜の前段には、そうした不純物をあらかじめ除去する活性炭やフィルターを設けるのが一般的である。
なお、そうした付帯設備は逆浸透膜自体も含めて、必ず定期的な交換や補充、あるいは洗浄といったメンテナンスを行わないと機能が低下するため、注意が必要である。
近年、一部のスーパーなどでは来店客へのサービスの一環として、大型の逆浸透膜浄水装置を設置して無償あるいは有償で水の提供を行っている。消毒用塩素等の存在しない水は全て、外部から侵入するバクテリアに対して殺菌する力を持たないので持ち帰った水は速やかに消費すること、またボトルの衛生管理にも配慮する必要がある。

## 種類
膜の構造は高い圧力に耐えるよう改良が進められ、現在では以下のいずれかとなっている。
- 中空糸膜（ちゅうくうしまく）
直径3～7ミリメートル程度の太さで中が空胴の糸状に成型し、通常は糸の外側から内側へろ過する（逆のタイプもある）。
- スパイラル膜
1枚のろ過膜を、強度を保つための網など（サポートと呼ぶ）と重ね合わせ、2つ折りにして袋状に接着した後、縦一直線に切れ目を入れた集水管で袋の口を挟み、これを芯にしてロールケーキ状に巻く。ロールケーキの断面方向から加圧し、反対側の断面から濃縮水を、集水管から透過水を得る。
- チューブラー膜
中空円筒状で中空糸膜より太いもの。直径は最大数センチメートルのものまである。濃縮水の流速を高くでき不純物の膜表面への付着を防ぎやすい反面、これが仇ともなってエネルギーコストが高くなる上、設置面積が大きくなる。

また、膜の材質は主に以下の4種類が使われる。
- 酢酸セルロース
最初に逆浸透膜用に開発された素材で、主に海水淡水化に使われている。不純物、特に微生物や有機物の膜への付着を防ぐために、ごく少量の次亜塩素酸などの薬品を流しながら使うのが一般的であるが、次亜塩素酸は膜をほとんど通過しないため、透過水には出てこない｡
- 芳香族ポリアミド
1970年代に実用化された。膜の操作圧（膜の透過側と給水側との圧力差から、浸透圧を差し引いたもの）が低い、塩類の阻止率が高い、膜からの不純物の溶け出しが少ない、などの特長を持つ反面、次亜塩素酸（日本の水道水には必ず含まれる）などの薬品や不純物の付着に弱いため、これらを予め除去しておくための念入りな前処理が欠かせない。浄水処理や工業用の純水・超純水の製造には不可欠な素材であるが、最近では操作圧の低さによるエネルギーコストの低減を狙って、海水淡水化や家庭用浄水器にも使われるケースが増えてきている。
- ポリビニルアルコール
最近では単独の素材として使われることは少なく、専ら芳香族ポリアミドを不純物の付着に強くするための複合材として用いられる。
- ポリスルホン
比較的堅牢だが塩類の阻止率が低いため、果汁や乳製品・化学薬品などの濃縮処理、および家庭用浄水器に使われたり、最近では孔を大きくして芳香族ポリアミドの膜サポート（重ね合わせて強度を増すための素材）や複合材としても多用されている。